# Willem Vester

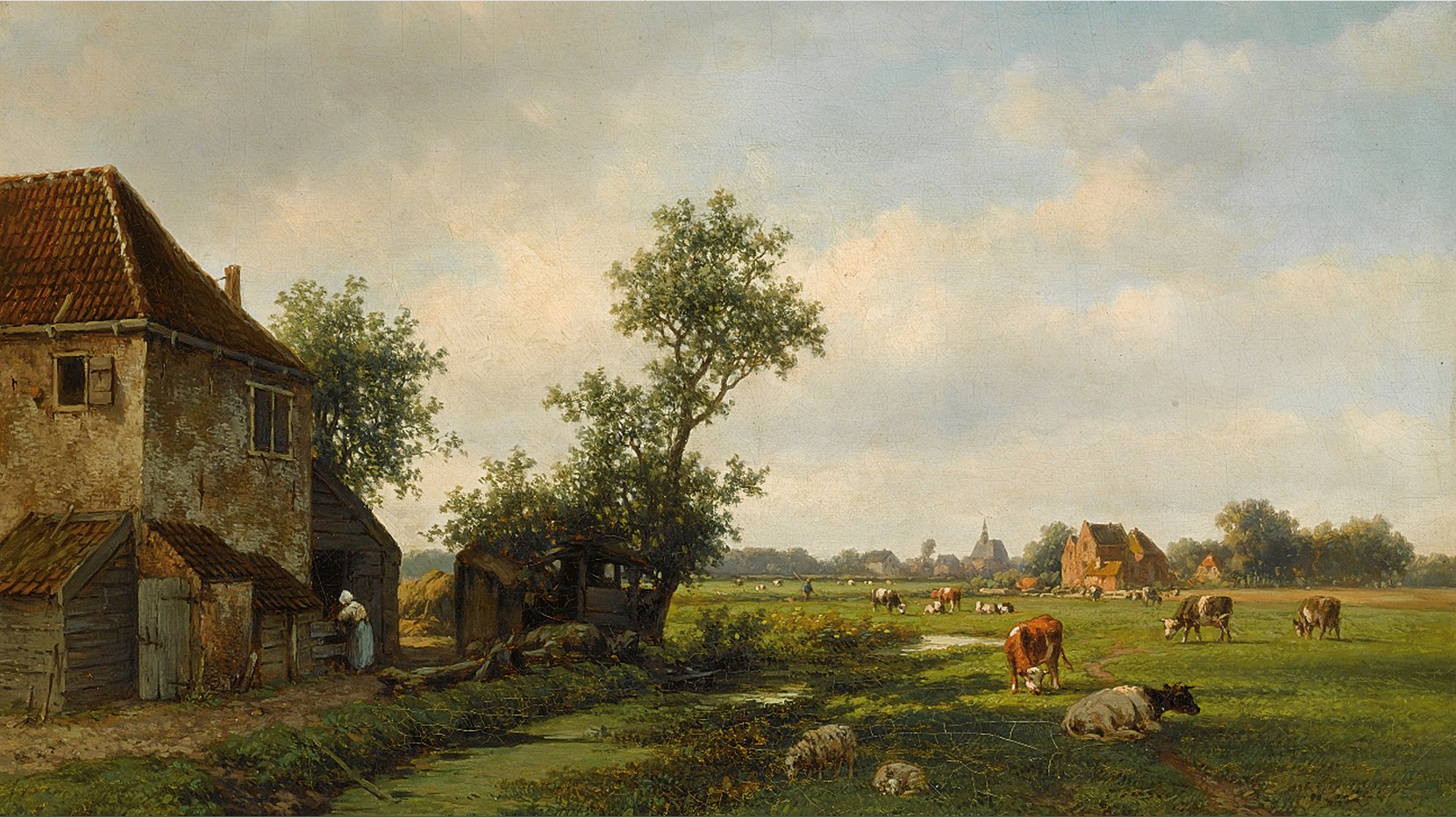
Sonnige Landschaft, 1894

Willem Vester (* 31. Januar 1824 in Heemstede; † 12. Juli 1895 in Haarlem) war ein niederländischer Landschafts- und Tiermaler. 

## Leben und Werk
Vester war als Sohn eines Maurermeisters aus Heemstede geboren. Er wurde in Haarlem von 1840 bis 1843 beim Künstler Jan Jacob Spöhler (1811–1866) ausgebildet. Er trat der Haarlemer Künstlervereinigung „Kunst Zij Ons Doel“ bei, wo er Anton Mauve kennenlernte. 
Er stellte häufig aus und nahm mehrmals an der jährlichen „Tentoonstelling van Levende Meesters“ (Ausstellung der Lebenden Meister) teil. Er malte hauptsächlich Sommer- und Winterlandschaften, oft mit Kühen und Rindern, später auch mit Figuren und Gebäuden. Seltener malte er auch Porträts und Stadtansichten. 
Um seinen Lebensunterhalt zu verdienen, arbeitete Vester auch als Haus- und Kutschenmaler und später auch als Fotograf. Er war der Lehrer seiner Tochter Gesine Vester (1857–1939) und auch des Herman Wolbers (1856–1926). Willem Vester war Großvater des Bildhauers Mari Andriessen (1897–1979) und der Komponisten Hendrik Andriessen und Willem Andriessen. Er heiratete am 10. September 1854 Johanna Francina ten Berge, Schwester des Malers Bernardus Gerardus ten Berge. Gesine heiratete den Organisten Nicolaas Hendrik Andriessen (1845–1913).